# 燕园街道

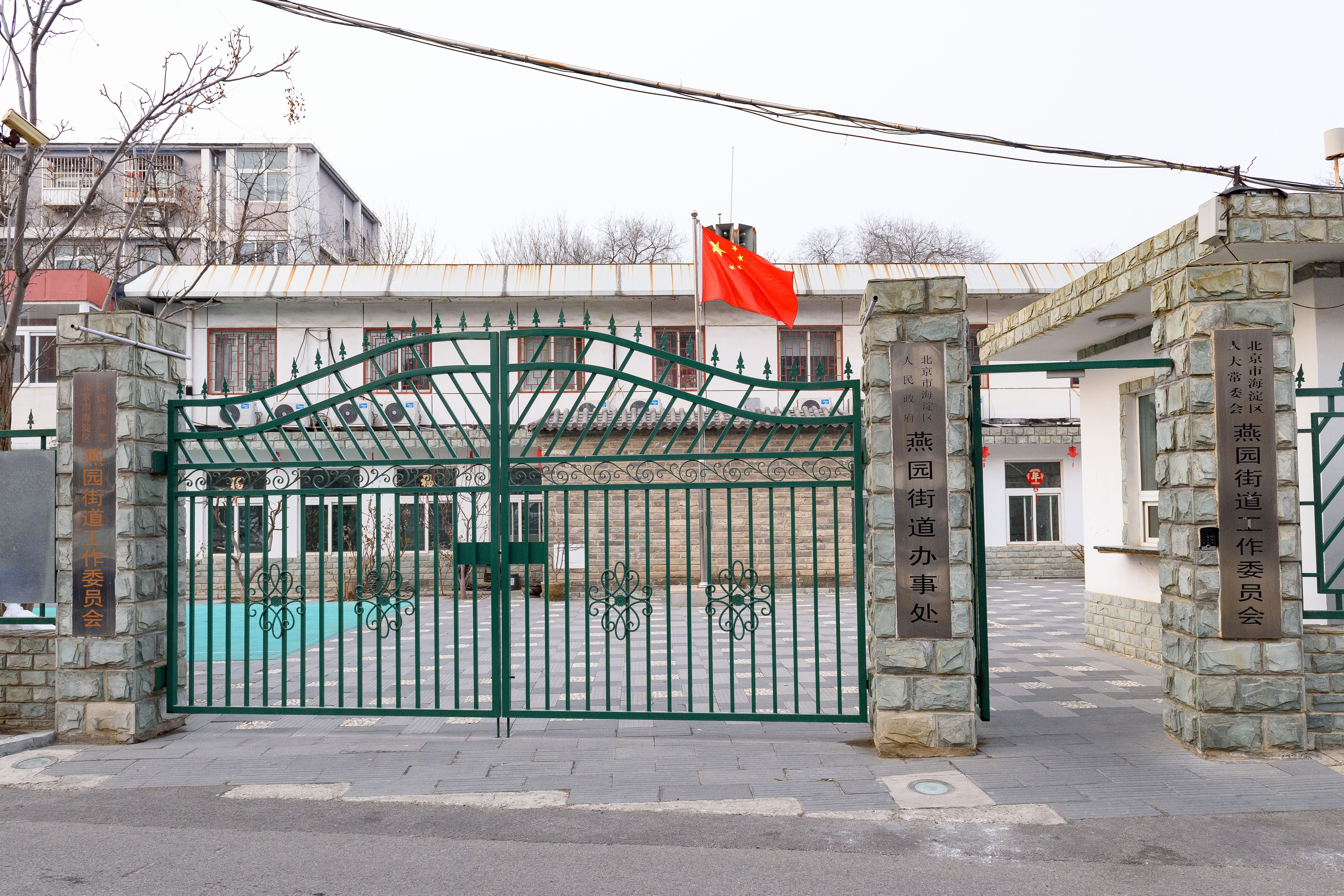
燕园街道办事处

燕园街道是中国北京市海淀区下辖的一个街道。

## 行政区划
燕园街道共辖7个社区，分别是：
承泽园社区、畅春园社区、蔚秀园社区、校内社区、中关园社区、燕东园社区和燕北园社区。